# Sky ProCycling/Saison 2011
Dieser Artikel listet Erfolge und Mannschaft des Radsportteams Sky ProCycling in der Saison 2011 auf.

Das Team-Trikot der Saison 2011

## Erfolge in der UCI World Tour
| Datum         | Rennen                              | Fahrer               |
| ------------- | ----------------------------------- | -------------------- |
| 19. Januar    | 2. Etappe Tour Down Under           | Ben Swift            |
| 23. Januar    | 6. Etappe Tour Down Under           | Ben Swift            |
| 7. März       | 2. Etappe Paris–Nizza               | Greg Henderson       |
| 1. Mai        | 5. Etappe Tour de Romandie          | Ben Swift            |
| 5.–12. Juni   | Gesamtwertung Critérium du Dauphiné | Bradley Wiggins      |
| 7. Juli       | 6. Etappe Tour de France            | Edvald Boasson Hagen |
| 20. Juli      | 17. Etappe Tour de France           | Edvald Boasson Hagen |
| 14. August    | 6. Etappe Eneco Tour                | Edvald Boasson Hagen |
| 8.–14. August | Gesamtwertung Eneco Tour            | Edvald Boasson Hagen |
| 21. August    | Vattenfall Cyclassics               | Edvald Boasson Hagen |
| 21. August    | 2. Etappe Vuelta a España           | Christopher Sutton   |
| 7. September  | 17. Etappe Vuelta a España          | Chris Froome         |

## Erfolge in der UCI America Tour
| Datum   | Rennen                       | Kat. | Fahrer         |
| ------- | ---------------------------- | ---- | -------------- |
| 16. Mai | 2. Etappe Tour of California | 2.HC | Ben Swift      |
| 17. Mai | 3. Etappe Tour of California | 2.HC | Greg Henderson |

## Erfolge in der UCI Europe Tour
| Datum         | Rennen                                       | Kat. | Fahrer               |
| ------------- | -------------------------------------------- | ---- | -------------------- |
| 18. Februar   | 3. Etappe Volta ao Algarve                   | 2.1  | Steve Cummings       |
| 17. Februar   | Kuurne–Brüssel–Kuurne                        | 1.2  | Christopher Sutton   |
| 17. April     | 5. Etappe Vuelta a Castilla y León           | 2.1  | Ben Swift            |
| 25. Mai       | 1. Etappe Bayern-Rundfahrt                   | 2.HC | Edvald Boasson Hagen |
| 28. Mai       | 4. Etappe Bayern-Rundfahrt (EZF)             | 2.HC | Bradley Wiggins      |
| 25.–29. Mai   | Gesamtwertung Bayern-Rundfahrt               | 2.HC | Geraint Thomas       |
| 4. Juni       | 3. Etappe Tour du Luxembourg                 | 2.HC | Davide Appollonio    |
| 23. Juni      | Norwegische Meisterschaft – Einzelzeitfahren | CN   | Edvald Boasson Hagen |
| 26. Juni      | Britische Meisterschaft – Straßenrennen      | CN   | Bradley Wiggins      |
| 3. Juli       | Finnische Meisterschaft – Straßenrennen      | CN   | Kjell Carlström      |
| 7. Juli       | 5. Etappe Österreich-Rundfahrt               | 2.HC | Ian Stannard         |
| 3.–7. August  | Gesamtwertung Post Danmark Rundt             | 2.HC | Simon Gerrans        |
| 23. August    | 1. Etappe Tour du Poitou Charentes           | 2.1  | Davide Appollonio    |
| 26. August    | 4. Etappe Tour du Poitou Charentes           | 2.1  | Alex Dowsett         |
| 4. September  | Britische Meisterschaft – Einzelzeitfahren   | NC   | Alex Dowsett         |
| 18. September | 8a. Etappe Tour of Britain                   | 2.1  | Alex Dowsett         |
| 30. September | 2. Etappe Circuit Franco-Belge               | 2.1  | Christopher Sutton   |
| 6. Oktober    | Paris–Bourges                                | 1.1  | Mathew Hayman        |

## Abgänge – Zugänge
| Zugänge           | Team 2010           | Abgänge         | Team 2011         |
| ----------------- | ------------------- | --------------- | ----------------- |
| Rigoberto Urán    | Caisse d’Epargne    | Davide Viganò   | Leopard Trek      |
| Xabier Zandio     | Caisse d’Epargne    | Sylvain Calzati | Bretagne-Schuller |
| Michael Rogers    | Team HTC-Columbia   | Nicolas Portal  | Karriereende      |
| Christian Knees   | Team Milram         |                 |                   |
| Davide Appollonio | Cervélo TestTeam    |                 |                   |
| Jeremy Hunt       | Cervélo TestTeam    |                 |                   |
| Alex Dowsett      | Trek Livestrong U23 |                 |                   |

## Mannschaft
| Fahrer               | Geburtsdatum       | Nationalität           |
| -------------------- | ------------------ | ---------------------- |
| Davide Appollonio    | 2. Juni 1989       | Italien                |
| Kurt Asle Arvesen    | 9. Februar 1975    | Norwegen               |
| John-Lee Augustyn    | 10. August 1986    | Südafrika              |
| Michael Barry        | 18. Dezember 1975  | Kanada                 |
| Edvald Boasson Hagen | 17. Mai 1987       | Norwegen               |
| Kjell Carlström      | 18. Oktober 1976   | Finnland               |
| Dario Cioni          | 2. Dezember 1974   | Italien                |
| Steve Cummings       | 19. März 1981      | Vereinigtes Königreich |
| Russell Downing      | 23. August 1978    | Vereinigtes Königreich |
| Alex Dowsett         | 3. Oktober 1988    | Vereinigtes Königreich |
| Juan Antonio Flecha  | 17. September 1977 | Spanien                |
| Chris Froome         | 20. Mai 1985       | Vereinigtes Königreich |
| Simon Gerrans        | 16. Mai 1980       | Australien             |
| Mathew Hayman        | 20. April 1978     | Australien             |
| Greg Henderson       | 10. September 1976 | Neuseeland             |
| Jeremy Hunt          | 12. März 1974      | Vereinigtes Königreich |
| Peter Kennaugh       | 15. Juni 1989      | Vereinigtes Königreich |
| Christian Knees      | 5. März 1981       | Deutschland            |
| Thomas Lövkvist      | 4. April 1984      | Schweden               |
| Lars Petter Nordhaug | 14. Mai 1984       | Norwegen               |
| Serge Pauwels        | 21. November 1983  | Belgien                |
| Morris Possoni       | 1. Juli 1984       | Italien                |
| Michael Rogers       | 20. Dezember 1979  | Australien             |
| Ian Stannard         | 25. Mai 1987       | Vereinigtes Königreich |
| Christopher Sutton   | 10. September 1984 | Australien             |
| Ben Swift            | 5. November 1987   | Vereinigtes Königreich |
| Geraint Thomas       | 25. Mai 1986       | Vereinigtes Königreich |
| Rigoberto Urán       | 26. Januar 1987    | Kolumbien              |
| Bradley Wiggins      | 28. April 1980     | Vereinigtes Königreich |
| Xabier Zandio        | 17. März 1977      | Spanien                |